# Risco reputacional

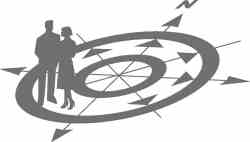
Preparar estrategias para enfrentar risco.

O risco reputacional, também conhecido como risco de reputação, é um risco de perda resultante de danos à reputação de uma empresa, em perda de receita; aumento de custos operacionais, de capital ou destruição do valor do acionista, causado por um evento adverso ou potencialmente criminoso, mesmo que a empresa não seja considerada culpada.
O risco de reputação causa prejuízos aos valores de uma organização e envolve a caída na percepção dos Stakeholders (clientes, fornecedores, governos e todas as partes interessadas). A organização falha de alguma forma para atender às expectativas das partes interessadas, entregando significativamente acima ou abaixo da expectativa. O risco de reputação é geralmente entendido como a incerteza em que por algumas circunstâncias uma boa reputação pode tornar-se afetada ou reduzida de alguma forma. 

## Impacto do risco de reputação
Pode ser manifestada em múltiplas formas, desde um desapontamento a uma indignação extrema. A dimensão de qualquer prejuízo depende em como a confiança é perdida e também em tempo, esforço, paciência e custo requerido para ganhar novamente a confiança. A severidade pode ser extrema ou leve em dependência de três fatores: qualidade da reputação antes do incidente, as causas do incidente e o tratamento do incidente para prevenir que se torne em uma crise. 
Além das perdas financeiras (perda de valor para o acionista, honorários legais e multas regulatórias), um risco de reputação pode resultar em uma cobertura global adversa por parte da mídia e eventualmente a saída dos executivos das organizações. 
A empresa Deloitte, em uma pesquisa realizada em 2014 a respeito do risco reputacional, encontrou que 87% de empresários entrevistados consideravam o risco de reputação como “mais importante” ou “muito mais importante”. Se o risco não é gerenciado de forma adequada, pode converter-se em uma grande crise estratégica, portanto, deve ser uma questão estratégica nos negócios, indica o estudo. De acordo com a pesquisa, a companhias entrevistadas consideram que a responsabilidade diante um risco deve residir no nível mais alto, especialmente no diretor executivo. Por outro lado, os resultados apontam que uma crise tem o maior impacto sobre a receita e o valor da marca. No entanto, a maioria das empresas não se mostraram confiantes diante de um risco que possa manchar sua reputação. Ainda são menos confiantes em lidar com os riscos avaliados como "fora de seu controle".  

## Risco de reputação aplicado ao setor bancário
Para o sistema financeiro o risco de reputação pode significar a perda de confiança dos depositantes, credores e do mercado geral. Portanto, tomam como recomendação identificar os potenciais riscos e mensurar os recursos necessários para enfrentar esses desafios. A Associação Brasileira de Bancos também propõe Incorporar o risco de reputação ao processo de gestão de riscos. 
Um risco desfavorece a imagem dos bancos para seus clientes, órgãos reguladores e outras partes interessadas, o que afetaria a sua capacidade para estabelecer novas relações e em consequência expor ao banco a possíveis perdas financeiras ou uma redução na base de clientes. Os riscos de reputação também não permitem facilmente quantificar os efeitos e são difíceis de compreender. 

## Gestão de riscos de reputação
De acordo com Dario Menezes, além de priorizar o risco de reputação nas organizações, é necessário para gestão desses riscos:
- a coleta da informação necessária;
- a correta identificação e quantificação do risco de reputação (experiência, percepção e pré- -disposição para apoiar);
- o desenvolvimento de estratégias para mitigar os riscos;
- a comunicação e o engajamento dos stakeholders na busca por soluções e práticas sustentáveis; e
- a criação de um grupo de trabalho interdepartamental que responda diretamente ao CEO da empresa para dar agilidade na tomada de decisões e na construção de planos de ação.

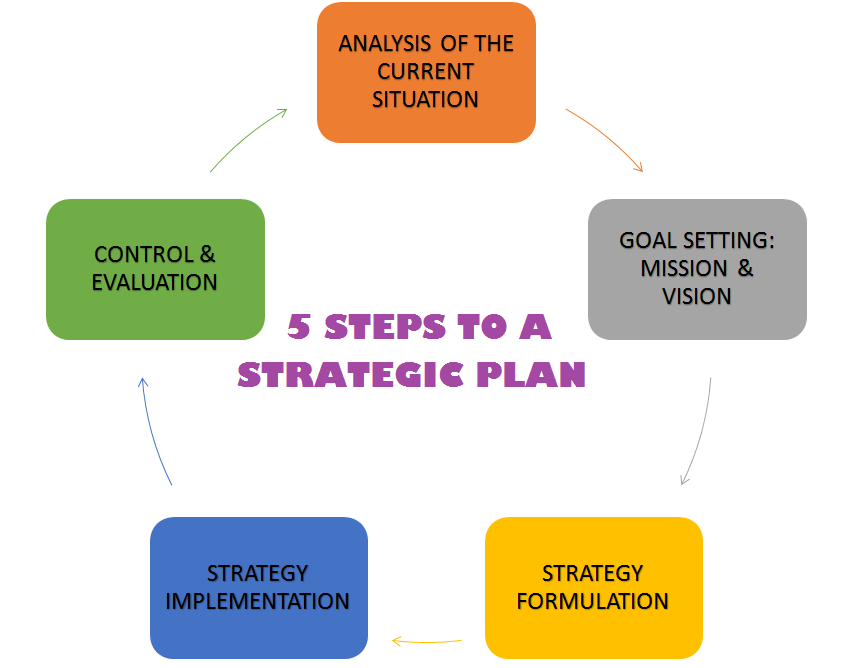

Considerando que a reputação é um dos maiores ativos de uma empresa, um risco pode ser inclusive catastrófico. O site Clear Risk apresenta alguns passos responder e prever um risco reputacional: Primeiro, devem estabelecer-se medidas para administrar esses riscos. Nesse sentido, é importante considerar o risco de reputação como parte dos planos e estratégias das organizações; por exemplo, identificar potenciais cenários que poderiam deteriorar a percepção pública com os funcionários em vários níveis, pois eles podem fornecer contribuições relevantes. 
Controlar processos por meio da padronização, as tecnologias, as políticas e procedimentos para reduzir os impactos de um risco. As organizações podem se concentrar na qualidade de seus produtos, como uma forma de reduzir as probabilidades de erros. Os funcionários principais e a alta gerência devem reconhecer e entender a importância de um risco de reputação e os gerentes deve liderar com o exemplo e enviar mensagens positivas aos Stakeholders. Essas mensagens permitirão construir uma reputação que perante qualquer risco possam diminuir o impacto futuro. 

Quando acontecer algum risco, as organizações devem estar preparadas e responder o mais rápido possível, porque cada minuto pode ser crucial para diminuir ou não o impacto.